# Чемпионат Санкт-Петербурга по футболу 1909
Чемпионат Санкт-Петербурга по футболу 1909 стал IХ первенством города, проведенным Санкт-Петербургской футбол-лигой.
Победителем и обладателем кубка Аспдена во второй раз подряд стал клуб «Спорт».

## Организация и проведение турнира

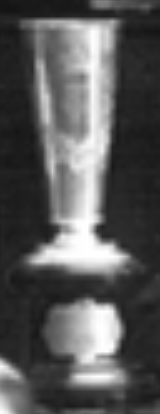
Кубок Аспдена

В новом сезоне произошла эскалация русско-британского конфликта, начавшегося в середине прошлого чемпионата — после ряда проведённых совместных собраний английские клубы «Невский», «Нева» и примкнувшая к ним «Виктория» объявили о выходе из состава ПФЛ; свой пост председателя Лиги покинул также Х.Хартли. Ответом был безоговорочный бойкот, принятый на общем собрании русских клубов ПФЛ 23 июля. Свершившийся раскол резко ударил по уровню проводимых соревнований — в кубке Аспдена после ухода британцев и последовавшего затем отказа от участия «Националов» остался всего один участник прошлогоднего первенства; английские клубы и вовсе сумели провести за год лишь несколько товарищеских матчей с непитерскими командами без создания своей лиги и розыгрыша кубка в текущем сезоне.
Создавшийся вакуум был заполнен принятием в ПФЛ целого ряда клубов — в Лигу вернулся «Меркур»; клуб, составленный из пожелавших выступать в русской лиге иностранцев, по большей части отколовшихся от «Виктории» — «Интернационал»; «Северный банк» (впоследствии Русско-Азиатский); на освободившуюся после ухода «британских динозавров» арену впервые вышли команды периферийной Пригородной лиги — один из «китов» (в будущем) питерского и всего российского футбола «Коломяги», а также представители удельнинского футбола «Надежда» и «Удельная», давшие позднее начало легендарному «Унитасу». 
Таким образом, в этом сезоне в чемпионате участвовали 11 клубов, разделённые на классы «А» и «Б», выступавшие двумя-тремя командами. Всего на пяти соревновательных уровнях выступали 27 команд и 383 футболиста, которые провели 107 соревновательных и 1 выставочный матч (в котором в этом сезоне выступали сборные классов «А» и «Б»).
В соревновании среди первых команд класса «А» участвовали пять клубов, которые по «круговой системе» в два круга (на своем и на чужом полях) определяли обладателя кубка Аспдена
- «Спорт»
- «Надежда»
- «Меркур»
- «Интернационал»
- «Петровский»

## Ход турнира

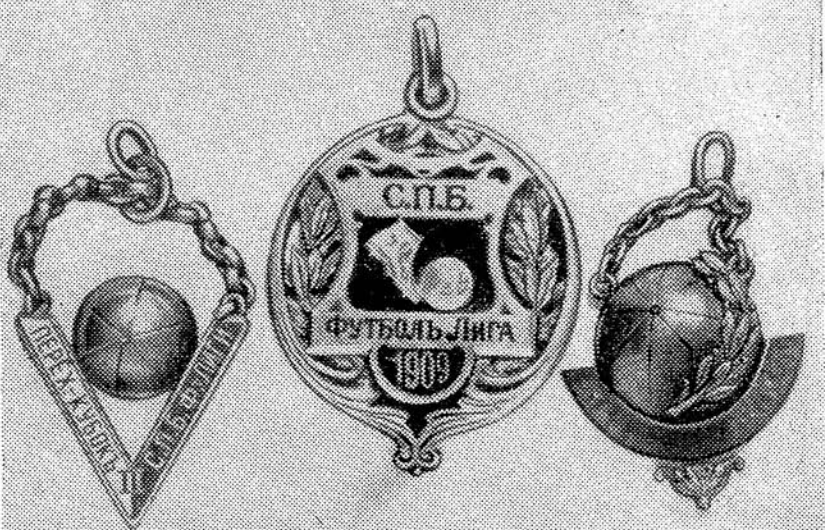
Памятные значки Петербургской футбол-лиги в сезоне 1909

Турнир окончился безальтернативной победой «Спорта»; большой разрыв наблюдался и в классе остальных команд. С уходом «британцев» футбол в техническом и тактическом плане объективно деградировал — преобладала силовая, зачастую грубая, борьба при невысокой технике игроков; было отмечено снижение зрительского интереса к матчам.

### Турнирная таблица
| № | Команды         | 1        | 2       | 3         | 4       | 5         | В | Н | П | М       | О  |
| - | --------------- | -------- | ------- | --------- | ------- | --------- | - | - | - | ------- | -- |
|   | «Спорт»         |          | 6:1 3:1 | 2:1 5:1   | 6:1 6:2 | 11:1 +:-  | 8 | 0 | 0 | 39 — 8  | 16 |
|   | «Надежда»       | 1:3 1:6  |         | 6:0 2:7   | 5:1 5:2 | 9:0 3:1   | 5 | 0 | 3 | 32 — 20 | 10 |
|   | «Меркур»        | 1:5 1:2  | 7:2 0:6 |           | 8:3 1:3 | 10:1 10:0 | 4 | 0 | 4 | 27 — 32 | 8  |
| 4 | «Интернационал» | 2:6 1:6  | 2:5 1:5 | 3:1 3:8   |         | 9:0 6:1   | 3 | 0 | 5 | 27 — 32 | 6  |
| 5 | «Петровский»    | -:+ 1:11 | 1:3 0:9 | 0:10 1:10 | 1:6 0:9 |           | 0 | 0 | 8 | 4 — 58  | 0  |

### Матчи
| 16 авг | «Надежда» | 6:0     | «Меркур» | Поле «Надежды» |
| |           | (отчёт) |          |                |
| «Надежда»: Потапов - Кузьмичёв, Шаутин - М.Смирнов, Хромов, Гудимов - Легков, Белоусов, Горбов, П.Семёнов, А.Иванов |           |         |          |                |

| 16 авг | «Спорт» | +:-     | «Петровский» | Поле «Петровских» |
|        |         | (отчёт) |              |                   |

| 23 авг | «Спорт» | 6:1 | «Интернационал» | Поле «Спорта» |

| 23 авг | «Надежда» | 9:0 | «Петровский» | Поле «Надежды» |

| 30 авг | «Меркур» | 8:3     | «Интернационал» | Поле «Меркура» |
| |          | (отчёт) |                 |                |
| «Меркур»: Гакштеттер - Я.БелобородовI, Пранг - Вомпе, Эссенсон, Аль.ШпигельI - Северов, Курганов, Тилленберг, Данкер, М.Соловьёв «Интернационал»: Энгман - Я.ПетерсенII, Нагорский - Крюков, Леопас, ? - Бернштам, Иогансон, Э.ПетерсенI, Шахт, Аль.ГюлихI |          |         |                 |                |

| 6 сен | «Интернационал» | 9:0     | «Петровский» | Поле «Спорта» |
| |                 | (отчёт) |              |               |
| «Интернационал»: Энгман - Я.ПетерсенII, Ал.ГюлихII - Леопас, Сван, Кнопмус - Бернштам, Шахт 46', Э.ПетерсенI, Аль.ГюлихI, Иогансон · «Петровский»: Якуничев - Д.ГришинI, В.Арсентьев - А.МоисеевI, Федосов, П.Фёдоров - Чистяков, С.Смирнов, Евстигнеев, Ильинский, М.БойцовII |                 |         |              |               |

| 6 сен | «Спорт» | 5:1     | «Меркур» | Поле «Меркура» |
| |         | (отчёт) |          |                |
| «Спорт»: Крицкий - Курзнер, Ганш - Уверский, Шинц, А.Штиглиц - И.Егоров, П.Сорокин, Б.ЕвангуловII, Г.Никитин, Е.Лапшин · «Меркур»: Гакштеттер - Я.БелобородовI, Пранг - Вомпе, Эссенсон ~10', Аль.ШпигельI - Северов, Курганов, Тилленберг, Данкер, М.Соловьёв |         |         |          |                |

| 8 сен | «Надежда» | 5:2     | «Интернационал» | Поле «Спорта» |
|       |           | (отчёт) |                 |               |

| 20 сен | «Спорт» | 6:1     | «Надежда» | Поле «Спорта» |
| |         | (отчёт) |           | Судья: П.Лунд |
| «Спорт»: Крицкий - Курзнер, Ганш - Уверский, Поплескин, Кушель - И.Егоров, П.Сорокин, Б.ЕвангуловII, Г.Никитин, Е.Лапшин «Надежда»: Потапов - Кузьмичёв, Шаутин - М.Смирнов, Хромов, Гудимов - Легков, Белоусов, Горбов, П.Семёнов, А.Иванов |         |         |           |               |

| 20 сен | «Меркур» | 10:1    | «Петровский» | Поле «Меркура» |
| |          | (отчёт) |              |                |
| «Меркур»: Гакштеттер - Я.БелобородовI, Пранг - Вомпе, Эссенсон, Аль.ШпигельI - Северов, Курганов, Тилленберг, Данкер, М.Соловьёв «Петровский»: Якуничев - Д.ГришинI, А.Григорьев - Федосов, А.МоисеевI, Гацунаев - Ананьев, Бойцов, А.Иванов, Н.МоисеевII, А.Максимов |          |         |              |                |

| 27 сен | «Спорт» | 11:1 | «Петровский» | Поле «Спорта» |

| 27 сен | «Надежда» | 5:1 | «Интернационал» | Поле «Надежды» |

| 1 окт | «Меркур» | 7:2 | «Надежда» | Поле «Меркура» |

| 1 окт | «Интернационал» | 6:1 | «Петровский» | Поле «Спорта» |

| 4 окт | «Интернационал» | 3:1 | «Меркур» | Поле «Спорта» |

| 4 окт | «Спорт» | 3:1 | «Надежда» | Поле «Надежды» |

| 12 окт | «Спорт» | 6:2     | «Интернационал» | Поле «Спорта» |
| |         | (отчёт) |                 |               |
| «Спорт»: Крицкий - Курзнер, Ганш - Уверский, Кожевников, Кушель - И.Егоров, П.Сорокин, Б.ЕвангуловII, Г.Никитин, Е.Лапшин «Интернационал»: Энгман - Я.ПетерсенII, Эпидумия - Крюков, Нагорский, Леопас - Бернштам, Аль.ГюлихI, Ал.ГюлихII, Э.ПетерсенI, Иогансон |         |         |                 |               |

| 12 окт | «Меркур» | 10:0 | «Петровский» | Поле «Спорта» |

| 18 окт | «Спорт» | 2:1 | «Меркур» | Поле «Спорта» |

| 18 окт | «Надежда» | 3:1 | «Петровский» | Поле «Надежды» |

### Выставочный матч сборных
| 25 окт | Сборная (класс «А») | 6:1     | Сборная (класс «Б») | Поле «Спорта»    |
| |                     | (отчёт) |                     | Судья: Н.Штиглиц |
| Сборная (класс «А»): Нагорский - Я.ПетерсенII, Ганш - Вомпе, Хромов, Кушель - И.Егоров, Данкер, Э.ПетерсенI, Г.Никитин, П.Сорокин Сборная (класс «Б»): Фракт - В.Марков, В.КораблёвI - Кёниг, Каракосов, П.Соколов - В.Бутусов, Дурнякин, Андрианов, Линд, С.Филиппов |                     |         |                     |                  |

## Минорные уровни

### Класс «Б»
Победитель — «Удельная» (на будущий сезон переход в класс «А»)
2.«Павловск» 3.«Коломяги» 4.«Нарва» 5.«Триумф» 6.«Северный банк»

### Класс «А» (II команды)
Победитель — «Спорт»II
2.«Петровский»II 3.«Меркур»II 4.«Надежда»II

### Класс «Б» (II команды)
Победитель — «Коломяги»II
2.«Триумф»II 3.«Павловск»II 4.«Нарва»II 5.«Удельная»II

### Классы «А» и «Б» (III команды)
Победитель — «Спорт»III
2.«Триумф»III 3.«Удельная»III 4.«Меркур»III 5.«Петровский»III 6-7.«Надежда»III & «Нарва»III 

## Чемпионат РОФЛ (Англо-немецкая лига)
Вышедшие из Лиги английские клубы «Невский» и «Нева» пытались летом организовало собственную лигу «Российское общество футболистов-любителей» (РОФЛ), переманив на свою сторону немецкий (в ряде источников называемый как «английский», но большинство его игроков было немцами) клуб «Виктория», который также вышел из состава Лиги, и проводя переговоры с несколькими пригородными командами. Не добившись приглашения других команд эти 3 команды организовали в сентябре-октябре собственное первенство.

### Турнирная таблица
Счет 2-х матчей неизвестен, турнирная таблица приведена без учета этих игр.
|   | Клуб       | И | В | Н | П | Мячи | О |
| - | ---------- | - | - | - | - | ---- | - |
| 1 | «Невский»  | 2 | 2 | 0 | 0 | 7-3  | 4 |
| 2 | «Виктория» | 3 | 2 | 0 | 1 | 5-5  | 4 |
| 3 | «Нева»     | 3 | 0 | 0 | 3 | 4-8  | 0 |

### Матчи
- 06.09 «Невский» – «Нева» — 4:2
- 08.09 «Нева» – «Виктория» — 2:3
- 20.09 «Виктория» – «Невский» — 1:3
- 01.10 «Нева» – «Невский» — ?:?
- 04.10 «Невский» – «Виктория» — ?:?
- 11.10 «Виктория» – «Нева» — 1:0

## Комментарии
1. ↑  По сообщению прессы, уже включённое в календарь турнира "Русское национальное общество любителей спорта, которому не удалось в этом году выхлопотать себе место, не успело составить и вытренировать свои команды и отказалось ввиду этого принимать участие в состязаниях"[3].

### Периодика
- «Новое время» Санкт-Петербург 1909. Retronews (le site de presse de la BnF) — retronews.fr.
- «Петербургская газета» 1909. РНБ — primo.nlr.ru.
- «Русскiй спортъ» Москва 1909. НЭБ — rusneb.ru.
- «Футбольный архив» Санкт-Петербург № 2 (19). — 2002.